# Tchebychev (cratère)
Tchebychev est un grand cratère d'impact lunaire situé dans l'hémisphère sud, sur la face cachée de la Lune. Le cratère Langmuir (en), légèrement plus petit, s'infiltre dans le bord est-sud-est de Tchebychev, formant une chaîne de grands cratères, dont Brouwer se trouve sur le bord est de Langmuir.
Le bord extérieur de cette plaine fortifiée est érodé et quelque peu irrégulier, bien qu'une grande partie du périmètre soit encore visible. Le rempart extérieur de Langmuir s'étend à l'intérieur, formant une zone accidentée au fond sud-est. Plusieurs cratères bordent le bord ouest, notamment Tchebychev U. Le bord de ce dernier cratère est tranchant, mais quelque peu irrégulier en raison de légers renflements extérieurs. Le bord nord de Tchebychev présente une large entaille en forme de V qui s'étend sur environ 30 à 40 km. D'autres cratères mineurs bordent le bord nord-est, tandis que le bord sud est un amas désorganisé.
Le sol intérieur de Tchebychev est un mélange de plaines relativement plates et de zones irrégulières. Une courte chaîne de petits cratères a formé une entaille depuis la paroi intérieure occidentale, atteignant presque le milieu. Le sol présente plusieurs fissures striées dans la partie nord-est du cratère. Au sud se trouve le cratère satellite Tchebychev N, en forme de bol, une formation presque symétrique, à l'exception d'un léger renflement vers l'extérieur au sud-ouest. Un cratère irrégulier longe également la paroi intérieure, à l'ouest-sud-ouest.

## Cratères satellites
Par convention, ces caractéristiques sont identifiées sur les cartes lunaires en plaçant la lettre sur le côté du point médian du cratère le plus proche de Tchebychev.
| Tchebychev | Latitude | Longitude | Diamètre |
| ---------- | -------- | --------- | -------- |
| C          | 30,29° S | 127,51° O | 27 km    |
| N          | 37,75° S | 134,67° O | 24 km    |
| U          | 33,29° S | 137,10° O | 36 km    |
| V          | 33,53° S | 133,99° O | 24 km    |
| Z          | 28,73° S | 132,68° O | 12 km    |